# Bibliothek des Conservatorio Benedetto Marcello

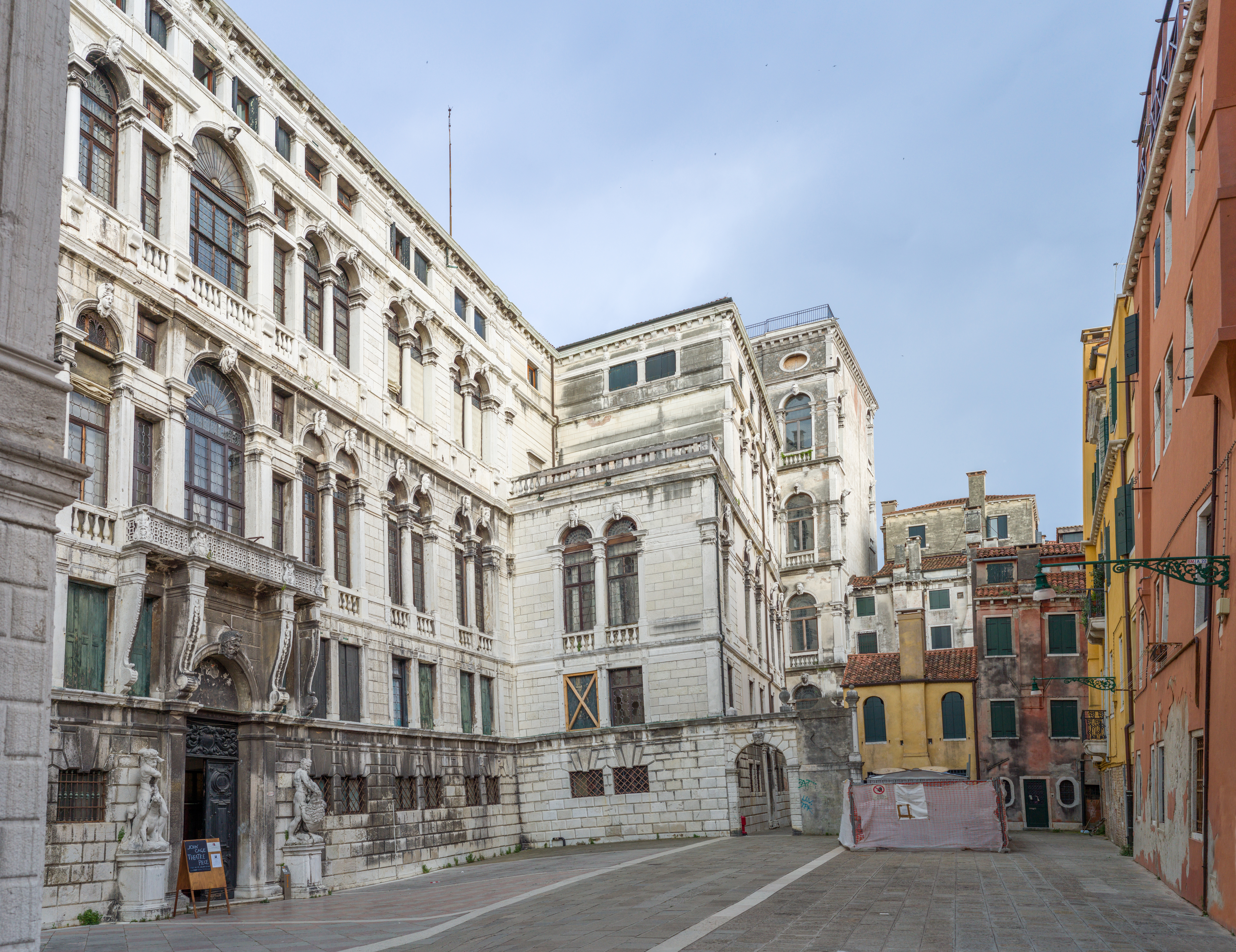
Der Palazzo Pisani a Santo Stefano, Sitz der Bibliothek

Die Bibliothek des Conservatorio di Musica Benedetto Marcello in Venedig ist eine der bedeutendsten Bibliotheken mit dem Schwerpunkt Musik in Italien. Sie befindet sich im Palazzo Pisani a Santo Stefano im namensgebenden Institut, das 1897 in einem Winkel am Südrand des Campo Santo Stefano entstand.
Der Palast selbst entstand ab 1614, erfuhr jedoch deutliche Umbauten im 17. und 18. Jahrhundert. Nach dem Aussterben der Pisani-Familie mit Almorò III Giovanni Giuseppe im Jahr 1880 wurde der Palast nicht mehr als Privatgebäude genutzt.
Die in über hundert Jahren entstandene Bibliothek verfügt über ein Inventar mit mehr als 56.000 Einträgen, zu denen vor allem vollständige Werke zahlreicher Komponisten gehören. Hinzu kommen über 250 Periodika mit musikalischem oder musikologischem Schwerpunkt. Direktor des Instituts wurde 2016 Giovanni Giol. 
Zunehmend werden die Libretti und Manuskripte digitalisiert und fotografiert, um sie freier verfügbar zu machen, und zugleich, um die Originale zu schützen. Auf diese Art verfügbar sind bereits der Fondo Liceo-Società Musicale e Fondo Pascolato, der Fondo Giustiniani, der Fondo Torrefranca, während etwa der Fondo Correr noch bearbeitet wird.